# أغسطس فورد
أغسطس فورد (12 سبتمبر 1858 - 20 مايو 1931) (بالإنجليزية: Augustus Ford)‏ هو لاعب كريكت بريطاني.

## وصلات خارجية
- أغسطس فورد على موقع إي آس بي آن كريك إنفو (الإنجليزية)